# 虎林廳
虎林廳，清朝末期设置的廳，属于吉林省。
宣统元年（1909年），分密山府呢吗口之地设分防同知，属密山府，時稱呢嗎廳。宣统二年（1910年），改为抚民同知，治今黑龙江省虎林市虎林镇，並因在七虎林河之北改称虎林厅，后改属东北路道。中华民国二年（1913年）废虎林廳，改置虎林县。